# Monoblastus dionnei
Monoblastus dionnei là một loài tò vò trong họ Ichneumonidae.